# Christine Angot

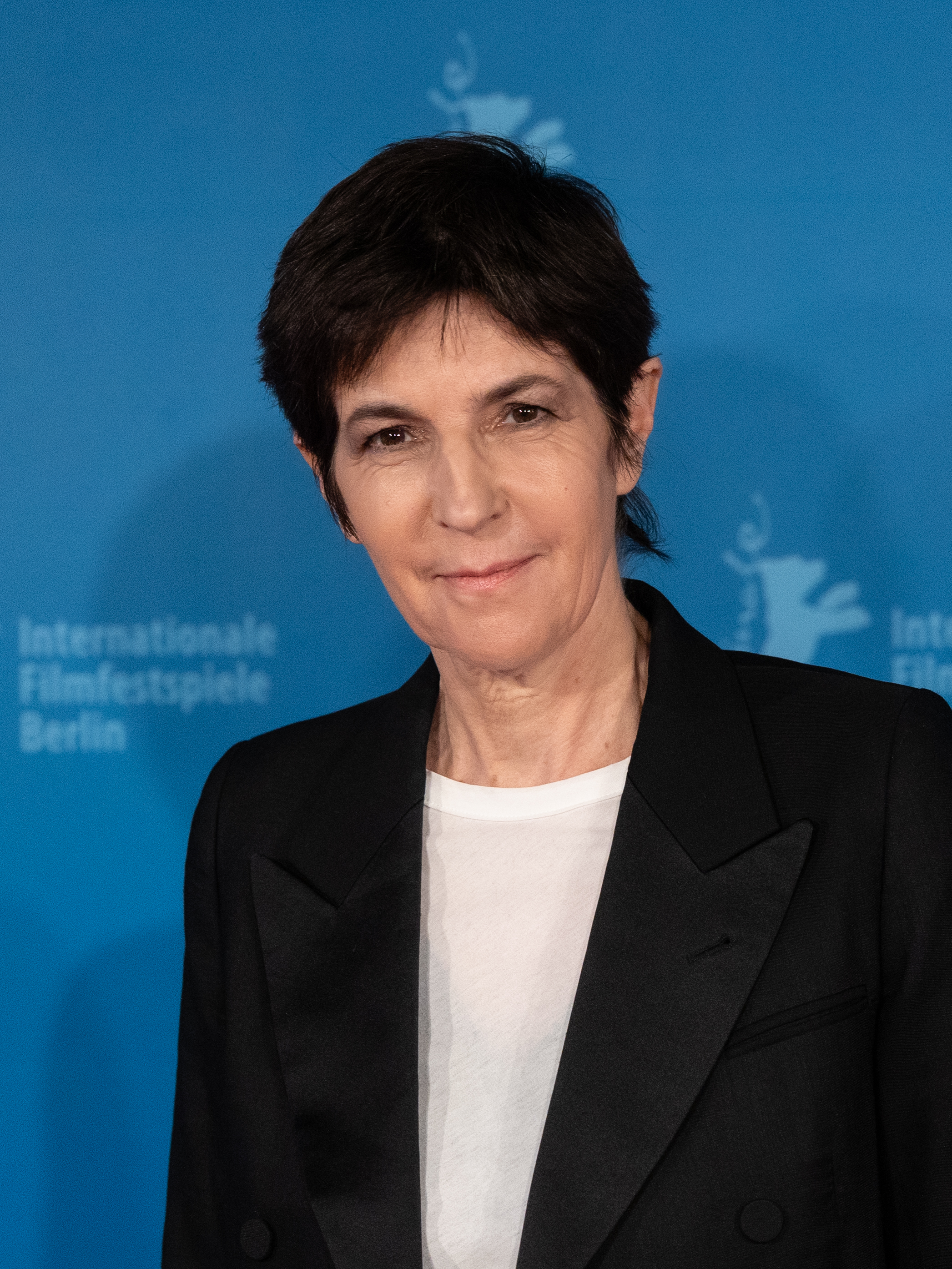
Christine Angot bei der Berlinale 2024

Christine Angot (anhörenⓘ; * 7. Februar 1959 in Châteauroux) ist eine französische Schriftstellerin.

## Herkunft und Werk
Christine Angot wuchs bei ihrer Mutter, einer in Alexandria (Ägypten) gebürtigen osteuropäischen Jüdin, in Châteauroux und Reims auf; der Vater verließ die Familie vor ihrer Geburt. Sie studierte Englisch und internationales Recht bis zum Diplôme d'études approfondies (DEA). Während ihres Studiums, das sie nicht weiterführte, begann sie literarisch zu schreiben.
Angot verarbeitet auf oft schockierende Art persönliche Erlebnisse, lehnt jedoch den Begriff Autofiktion als Beschreibung ihres schriftstellerischen Stils ab. 1999 wurde sie durch den Roman Inzest bekannt, der auch ins Deutsche übertragen wurde und die inzestuöse Beziehung zum Vater thematisiert, der, wie Angot berichtet, sie zwischen ihrem dreizehnten und sechzehnten Lebensjahr missbraucht haben soll. Das Motiv taucht in mehreren ihrer Romane erneut auf, so in Une semaine de vacances, Un amour impossible und Le Voyage dans l'Est. Ihre Romane werden zuweilen in einer Reihe mit denen von Virginie Despentes und Catherine Breillat, aber auch mit Werken Michel Houellebecqs gesehen, denen von manchen Kritikern allesamt ein gewisser schonungsloser Exhibitionismus nachgesagt wird, der in Frankreich seit einigen Jahren in Mode sei.
In Frankreich polarisieren Angots Publikationen und Auftritte. Sie schreibt für Tageszeitungen und Zeitschriften und äußert sich in Fernseh-Talkshows oft kontrovers zu verschiedenen Themen (Antisemitismus, Sklaverei, Feminismus u. a.) In einer Fernsehsendung im Juni 2019 verglich sie die Sklaverei und die Deportationen nach Auschwitz, indem sie andeutete, Erstere sei humaner gewesen, da die Sklavenhalter gesunde Menschen als Arbeitskräfte brauchten, während die meisten Juden sofort in die Vernichtung in den Todeslagern gingen. Sie musste sich anschließend entschuldigen. In einem anderen Fernsehauftritt im Jahr 2017 war Angot die Politikerin Sandrine Rousseau angegangen, die ein Buch vorstellte, in dem sie ihre Vergewaltigung durch einen Kollegen thematisiert. Angot schloss aus dem Fall auf einen verfehlten Kampf der feministischen Bewegung, die versucht habe, die Lebenswelt (Berufe, Sprache, Politik) weiblicher und frauengerechter zu gestalten. Es habe sich jedoch gezeigt und zeige sich an Rousseaus Buch, dass die Zahl der sexuellen Übergriffe auf Frauen unterdessen nicht gesunken sei. Für diesen Beitrag und den Umgang mit Rousseau, die sich in der Sendung einem gleichsam inquisitorischen Interview ausgesetzt sah und in Tränen ausbrach, erhielt der Fernsehsender France Télévisions eine Rüge des Conseil supérieur de l'audiovisuel (CSA).
Dennoch geht Angot auf Vorwürfe wie den des einflussreichen Lektors Jean-Marie Laclavetine, eine „Skandalnudel“ zu sein, die mit reißerischen Themen als „rüde Provokateurin“ und „paradoxe Terroristin“ agiere, nicht ein, sondern sieht sich selbst vor allem als schonungslose Aufklärerin. In der Literatur gebe es weder Moral noch Verantwortung („il n’y a ni morale ni responsabilité“), postulierte sie schon 1999.
Angot ist auch als Drehbuchautorin tätig. So arbeitete sie mit der Regisseurin Claire Denis an den Filmen Meine schöne innere Sonne und Mit Liebe und Entschlossenheit. Ihr Langfilm-Regiedebüt, die Dokumentation Une famille, hatte seine Weltpremiere bei der Berlinale 2024.
Seit 2023 ist Angot als Nachfolgerin von Patrick Rambaud Mitglied der Académie Goncourt, die jährlich den wichtigsten französischen Literaturpreis, den Prix Goncourt, verleiht.

## Auszeichnungen und Nominierungen
- 2006: Prix de Flore für Rendez-vous
- 2015: Prix Décembre für Un amour impossible
- 2021: Prix Médicis für Le Voyage dans l’Est
- 2021: Finalistin des Prix Goncourt mit Le Voyage dans l’Est

## Werke

### Romane
- Vu du ciel (1990)
- Not to be (1991)
- Léonore, toujours (1994)
- Interview (1995)
- Les Autres (1997)
- Sujet Angot (1998)
- Inzest (übersetzt von Christian Ruzicska und Colette Demoncey, 2001), (OT L’inceste, 1999)
- Die Stadt verlassen (übersetzt von Christian Ruzicska, 2002), (OT Quitter la ville, 2000)
- Warum Brasilien? (übersetzt von Christian Ruzicska, 2003), (OT Pourquoi le Brésil?, 2002)
- Peau d'âne, (2003)
- La Peur du lendemain (2003)
- Les Désaxés (2004)
- Une partie du cœur (2004)
- Rendez-vous (2006)
- Le Marché des amants (2008)
- Les Petits (2011)
- La petite foule (2014)
- Un tournant de la vie (2018)
- Le Voyage dans l’Est (2021)[11]

### Theaterstücke
- L’Usage de la vie (ausgezeichnet mit dem Prix Bernard Dort)
- Corps plongés dans un liquide
- Nouvelle vague, Même si (1998)
- Mais aussi autre chose (1999)
- La Fin de l’amour (2000)
- Normalement, La Peur du lendemain (2001)

### Filme
- 2014: Voilà l'enchaînement (Drehbuch)
- 2017: Meine schöne innere Sonne (Un beau soleil intérieur) (Drehbuch)

- 2022: Mit Liebe und Entschlossenheit (Avec amour et acharnement) (Drehbuch)
- 2024: Une famille (Regie und Drehbuch)